# Mumbai

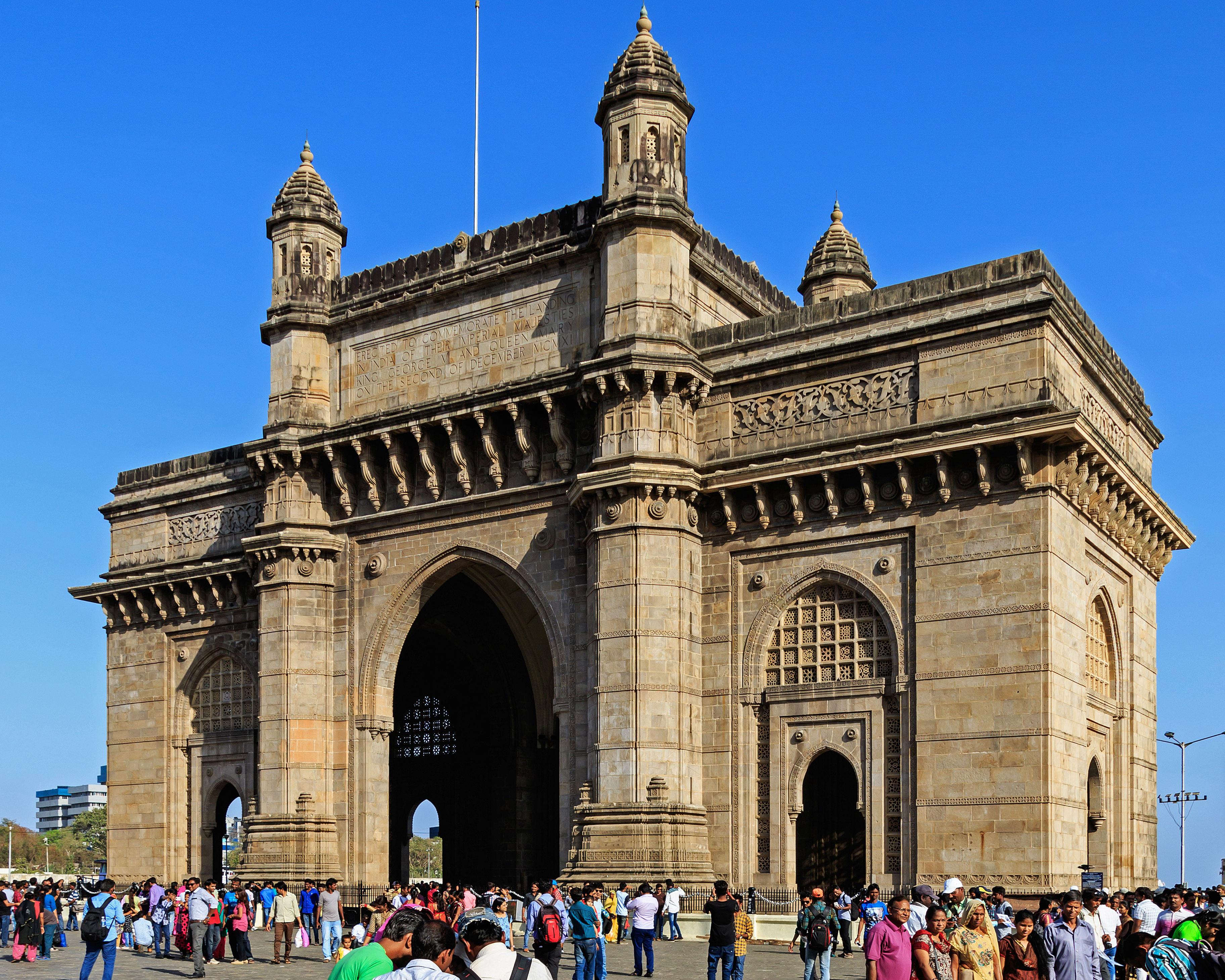
Az India-kapu, a város egyik jelképe, mögötte a Tádzs Mahal Palota hotel

Mumbai (maráthiul: मुंबई, átírva: Mumbaī, fonetikusan: mʊmˈbaɪ; 1995 előtt Bombay) India Mahárástra államának fővárosa. Több mint 13 millió fős lakosságával a világ egyik legnépesebb városa, India pénzügyi, kereskedelmi és szórakoztatóipari központja.
A város a nyugat-indiai tengerpart (Konkan) mentén elnyúló, korábban több különálló szigetből álló Szasti szigetén fekszik. A környező települések lakosságával együtt Mumbai lakóinak száma mintegy 20 millió. A szomszédos Navi Mumbai és Tane lakosságát is hozzászámítva Mumbai a világ ötödik legnépesebb városövezete.
A városnak mély vizű természetes tengeri kikötője van, amely India személyhajó-forgalmának több mint a felét bonyolítja le, és jelentős a teherforgalma is.
Mumbai India bruttó nemzeti össztermékének (GDP) mintegy 5 százalékát, ipari termelésének 25 százalékát, tengeri kereskedelmének 40 százalékát, tőketranzakcióinak 70 százalékát adja. A világ tíz legjelentősebb kereskedelmi központjának egyike. Mumbaiban van az Indiai Tartalékbank, a Mumbai Tőzsde, az Indiai Nemzeti Tőzsde és számos nagy indiai cég központja, illetve sok nemzetközi cég indiai központja. Mumbai a hindi-maráthi filmgyártás központja (Bollywood stúdiók).
Mumbai kultúrák olvasztótégelye. Munkalehetőségei, viszonylag magas életszínvonala nagy számban vonzott bevándorlókat India minden tájáról.

## A város neve
A 16. század óta a város neve Mumbai („istenanya”). A Bumbai forma, amit utóbb Bombay-re angolosítottak, valószínűleg portugál népetimológiás alak, jelentése talán jó öböl (Bom Bahia?), így értelmezték maguknak a portugálok a bennszülött névformát. 1995 óta hivatalosan újra a maráti ejtésnek megfelelő Mumbai nevet használja a város.

## Éghajlata

Átlaghőmérséklet (vörös, jobb skála) és csapadék (kék, bal skála) Mumbaiban

Mumbai a trópusokon fekszik, az Arab-tengerhez közel. Csak két évszakot ismer: esős és száraz évszakot. Az esős évszak márciustól októberig tart, ekkor a hőmérséklet általában meghaladja a 30 °C-ot. A várost öntöző csapadék évente 2200 mm körül van, ennek legnagyobb része a június és szeptember közt hulló monszunesők képében érkezik. A csapadékrekordot 1954-ben mérték, amikor összesen 3452 mm eső hullott. Az egy napon belül lehulló csapadék rekordja 944 mm volt, ezt 2005. július 26-án mérték, a 2005-ös mumbai árvíz idején. A száraz évszak során, november és február közt jóval kevesebb eső esik és langyos vagy hűvös az idő. Januárban és februárban az északi szelek hideget hoznak.
Az év során a hőmérséklet 38 és 11 °C közt mozog. A legmagasabb mért hőmérséklete 43,3 °C, a legalacsonyabb 7,4 °C (1962. január 22-én). Ezek a hivatalos meteorológiai állomások adatai, de egy mérőállomás a város határain belül található Kanheri barlangoknál 2008. február 8-án alacsonyabb hőmérsékletet mért, 6,5 °C-ot.
| Hónap                                                     | Jan. | Feb. | Már. | Ápr. | Máj. | Jún. | Júl. | Aug. | Szep. | Okt. | Nov. | Dec. | Év   |
| --------------------------------------------------------- | ---- | ---- | ---- | ---- | ---- | ---- | ---- | ---- | ----- | ---- | ---- | ---- | ---- |
| Átlagos max. hőmérséklet (°C)                             | 30,7 | 31,0 | 32,5 | 33,0 | 33,3 | 32,0 | 30,0 | 29,6 | 30,4  | 33,0 | 33,5 | 32,0 | 31,8 |
| Átlagos min. hőmérséklet (°C)                             | 16,8 | 18,0 | 21,0 | 24,0 | 26,3 | 26,0 | 25,0 | 24,7 | 24,3  | 23,4 | 21,0 | 18,6 | 22,4 |
| Átl. csapadékmennyiség (mm)                               | 0    | 0    | 0    | 0    | 12   | 520  | 800  | 530  | 310   | 56   | 17   | 5    | 2250 |
| Forrás: India Meteorological Department (1961–1990), NOAA |      |      |      |      |      |      |      |      |       |      |      |      |      |

## Története

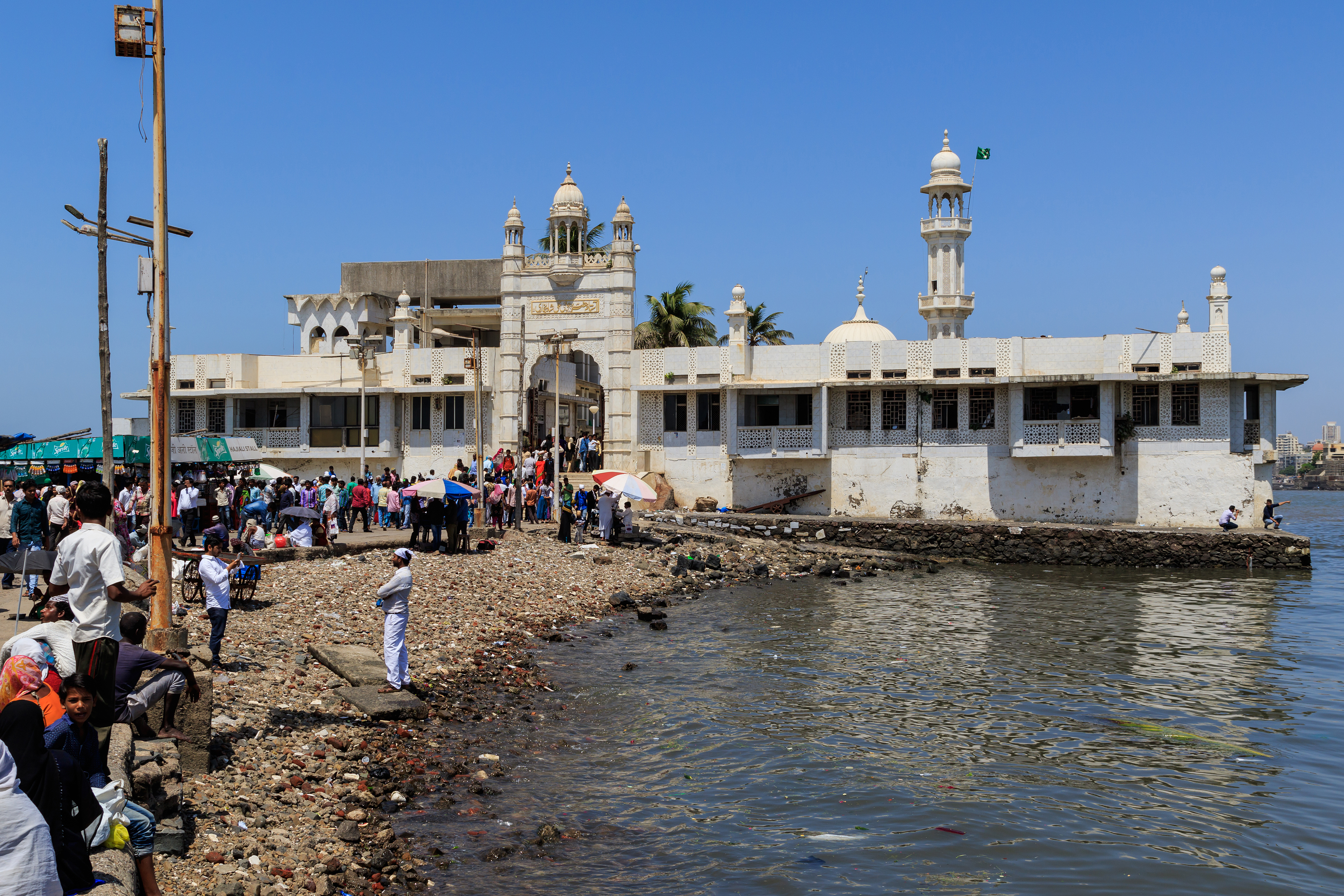
A Hadzsi Ali mecset 1431-ben épült, amikor Mumbai iszlám uralom alatt állt

A Mumbai északi részén, Kandivaliban talált régészeti bizonyítékok szerint az itteni szigeteket már a kőkorszaktól lakták. Az írott emlékekben i. e. 250-től dokumentált, amikor Ptolemaiosz Heptaneszia néven említette („hét sziget”). Az i. e. 3. században a szigetek a buddhista Asóka Maurja Birodalmához tartozott. A Krisztus utáni évszázadokban az indo-szkíta nyugati szatrapák és a Szatavahana Dinasztia vetélkedtek a vidék birtokáért. Később a hindu Szilhara Dinasztia uralta a szigeteket 1343-ig, amikor Gudzsarát foglalta el a vidéket. A híres Elefántbarlangok szobrai és a Valkesvar templom ebből az időszakból származnak.
A 8. századtól zsidó bevándorlók is érkeztek Jemenből, és ezzel nagyjából egy időben jutott el ide az iszlám is. A 13. században különböző dinasztiák uralkodtak a városban. 1300 körül Bimbakyan király (?) alapította meg a mai várost. 1348-ban a muzulmán I. Murabak sah volt a Gudzsaráti Szultánság feje, amelynek a központja Mumbai volt.
A portugálok 1533-ban érkeztek a városba. 1534. december 23-án létrehozták Bahadur sah engedélyével a saját kolóniájukat. A szigeteken az európaiak uralkodtak 1947. augusztus 14-éig, a függetlenségig.
1661-ben a szigeteket II. Károly angol király kapta meg Catherine de Braganza hozományaként. 1668-ban azonban a Brit Kelet-indiai Társaság kapta őket bérletbe évi tíz fontért. A szigetek keleti oldalán a Társaság hozta létre a mélyvizű kikötőt - ideális hely volt ez első kikötőjük számára a szubkontinensen. A népesség gyorsan növekedett: 1661-ben még tízezren éltek itt, 1675-ben már hatvanezren. 1687-ben a Kelet-Indiai Társaság Szurátból Mumbaiba helyezte át székhelyét. Később Mumbai lett a Bombayi Elnökség nevű brit tartomány székhelye.
1817-től nagy mérnöki vállalkozás vette kezdetét: a Hornby Vellard projekt során a szigeteket egyesítették és így 1845-re 438 km²-es terület állt rendelkezésre. 1853-ban itt nyílt meg India első személyvasútvonala, amely Mumbait és Tanét kötötte össze. Az amerikai polgárháború folyamán Mumbai lett a világ fő gyapotpiaca, ami nagy lendületet adott a város gazdaságának és fejlődésének.
A Szuezi-csatorna megnyitása 1869-ben újabb lökést adott: Mumbai az Arab-tenger egyik legnagyobb kikötőjévé fejlődött. A következő 30 évben a Mumbai nagyvárossá nőtte ki magát, gyorsan fejlődött infrastruktúrája és kiépültek intézményei. 1906-ban már egymillióan éltek Mumbaiban és ezzel Kalkutta után India második legnagyobb városa volt. A Bombayi Elnökség (Bombay Presidency) központjaként az indiai függetlenségi mozgalom egyik fő bázisa volt, Mahátma Gandhi 1942-ben itt hirdette meg a Ki Indiából Mozgalmat. Miután India 1947-ben független lett, Mumbai Bombay állam központja lett. A város terjeszkedése az 1950-es években érte el jelenlegi határait, amikor a sziget északra fekvő területeit is bekebelezte.
1955 után, mielőtt Bombay államot a nyelvi határok alapján Maharástra és Gudzsarát államokra bontották szét, a főként vezető gudzsaráti iparosokból létrejött Bombayi Polgárok Bizottsága azért lobbizott, hogy Mumbai legyen független az új államoktól. A Szamjukta Mahárástra mozgalom ezzel szemben a mellett kardoskodott, hogy Mumbai legyen Mahárástra állam fővárosa. Zavargások robbantak ki és a rendőrök tüzében 105 ember vesztette életét. Végül 1960. május 1-jén megalakult Mahárástra, Bombay (Mumbai) székhellyel.
A város 1996-ban kapta meg hivatalosan a Mumbai nevet Mahárástra Siv Szena kormányától, amely sorozatosan állította vissza a gyarmatosítás előtti neveket.

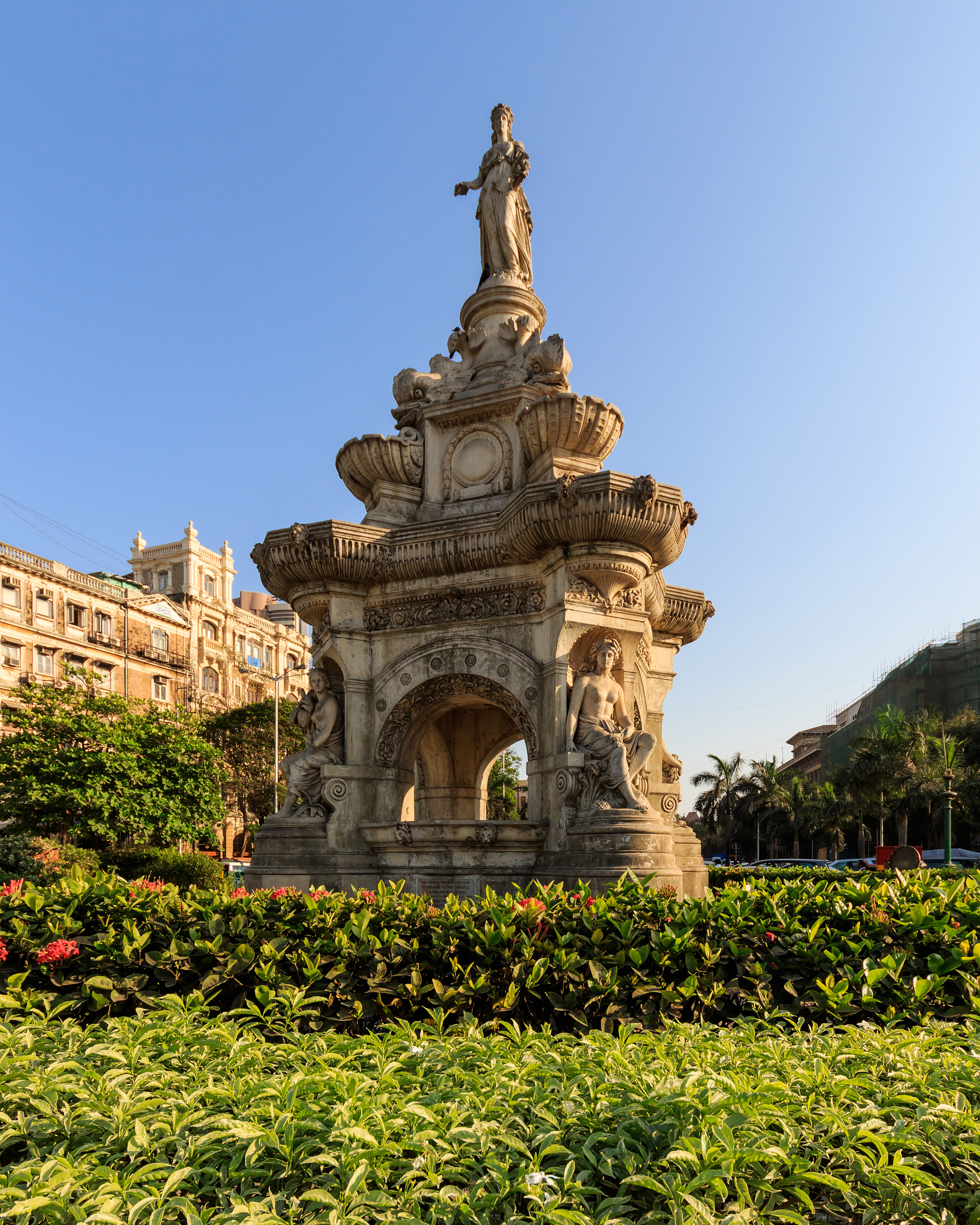
A Flora-forrás a Hutatma Csouk („Mártír tér”) új nevet kapta a Szamjukta Mahárástra mozgalom emlékére

### Erőszak
Az 1950-es évek végének zavargásai nem az utolsó erőszakhullámot jelentették a modern Mumbai történetében. 1992-ben és 1993-ban vallásközi zavargások okoztak nagy rombolást a városban. Sokan meghaltak, majd az 1993-as bombamerényletek (március 12-én) a város jelképei ellen, amelyeket iszlám szélsőségesek és mumbai bűnözők követtek el, mintegy háromszáz ember életet oltották ki.
A legutóbbi években iszlám szélsőségesek autóbuszok ellen is végrehajtottak támadásokat.
2006. július 11-én Mumbai ismét véres merényletsorozat színhelye lett: az egyszerre végrehajtott vonatrobbantások több mint kétszáz embert öltek meg.
A Raj Thackeray vezette Mahárástra Navnirman Szena párt tagjai a legutóbbi időkben politikailag motivált támadásokat hajtottak végre az észak-indiai származású lakosok ellen.
2008 novemberében ismét súlyos terrortámadás-sorozat érte a várost.

## Gazdasága
A város kikötője révén igen korszerű hajógyártással rendelkezik. Az ország nyugati partján helyezkedik el, ezért ide érkezik be tankhajókon a kőolaj, amit ma már finomítanak is. Mint minden nagyvárosban itt is gyártanak autókat, főleg autóipari nagyhatalmak hoztak itt létre üzemeket. Emellett a pamutipara is jelentős.
India kereskedelmének fele a városon keresztül áramlik.

## Népesség
Mumbai Ázsia legnépesebb városa elővárosok nélkül. Legnagyobb elővárosai: Ulhasnager, Thána, Amarnath.

### Népességének változása
Népességének változása :
| Év              | Népesség   |
| --------------- | ---------- |
| 1901            | 812.912    |
| 1911            | 1.018.388  |
| 1921            | 1.244.934  |
| 1931            | 1.268.936  |
| 1941            | 1.686.127  |
| 1951            | 2.966.902  |
| 1961            | 4.152.056  |
| 1971            | 5.970.575  |
| 1981            | 8.227.382  |
| 1991            | 9.925.891  |
| 2001            | 11.978.450 |
| 2011 (febr. 9.) | 12.478.447 |

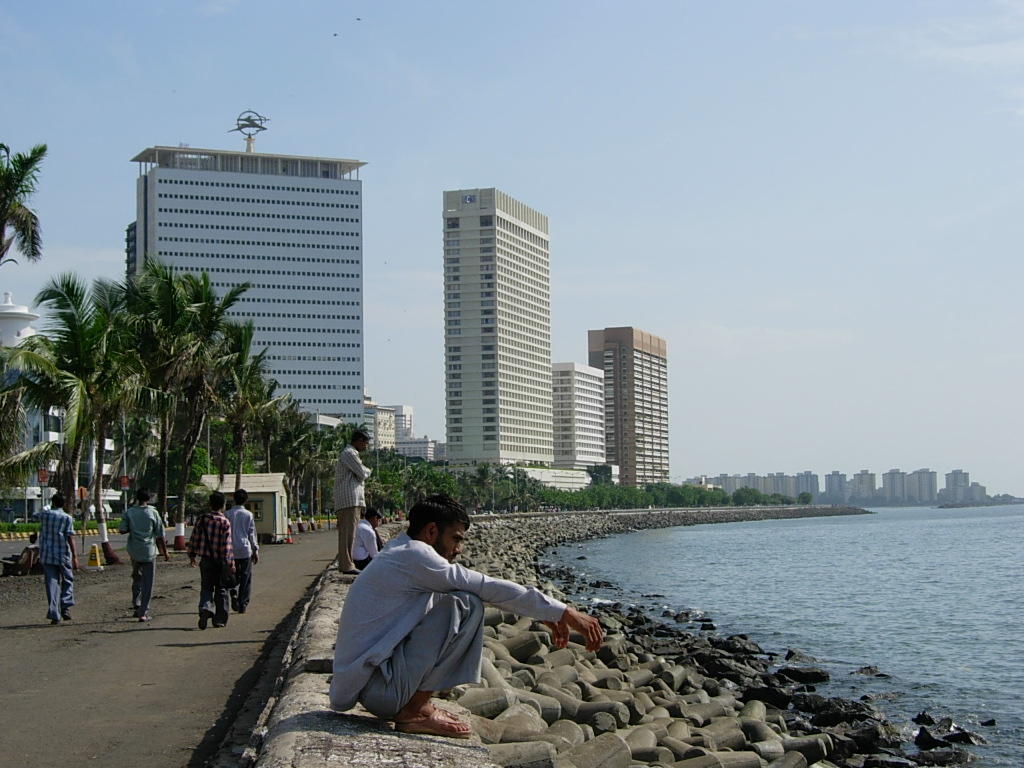
Magasházak (Nariman Point, Mumbai)

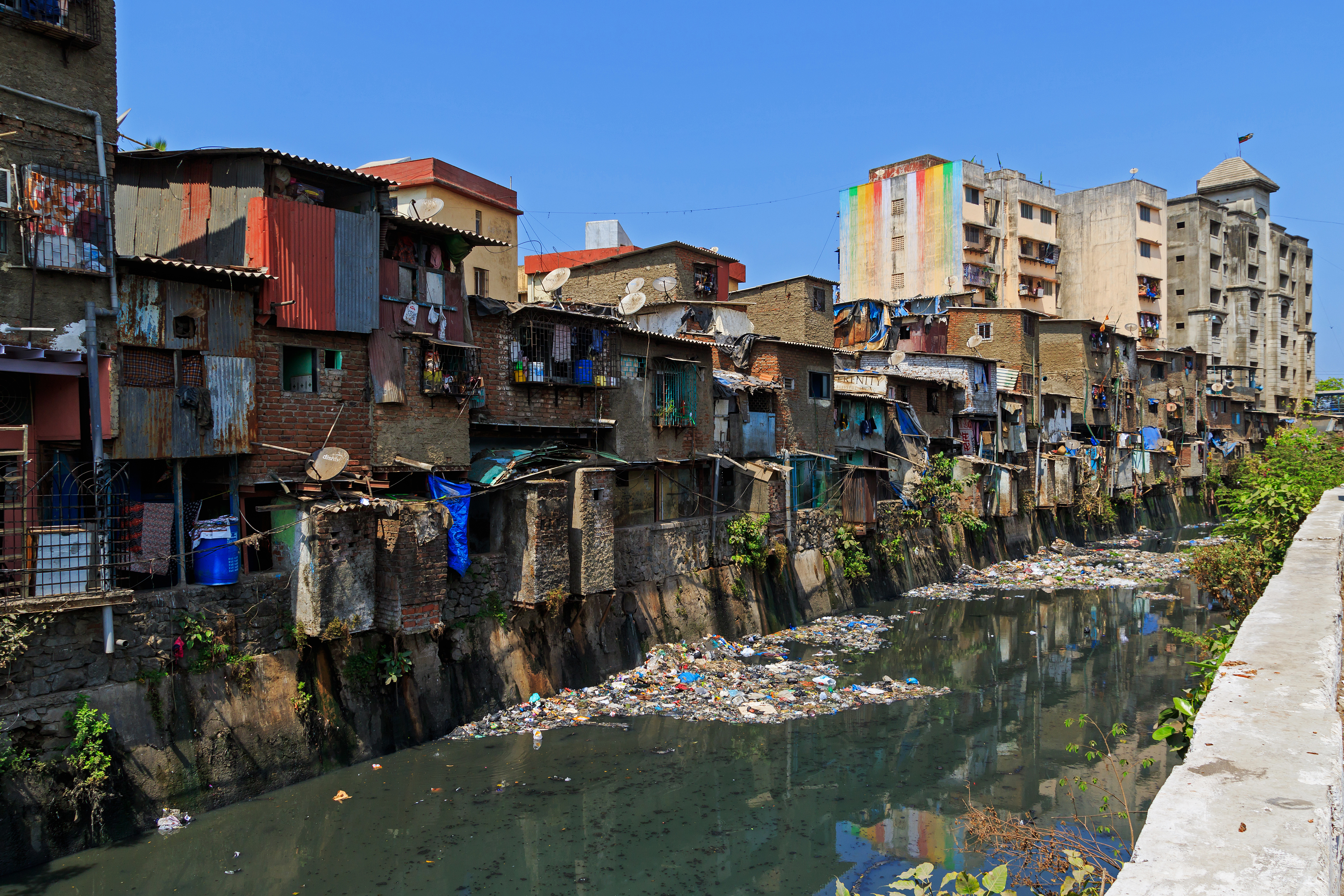
Dharavi slum (nyomornegyed)

A város mérete miatt Ázsiában itt találhatók a legnagyobb nyomornegyedek.
Az ENSZ 2016-os becslése alapján a város lakossága 2030-ban akár 27,8 millió fő lehet.

### Nyelvek
A városban közel 200 különböző nyelvet vagy dialektust beszélnek. A többség a maráthi nyelvet beszéli. A lakosság 19%-a gudzsaráti, 10%-a urdu nyelven társalog. A nyelveket dévanágari (maráthi, hindi), gudzsaráti, vagy arab (urdu) írással írják.
Az angol nyelvet kevesen beszélik egymást közt, de szinte mindenki érti és beszéli.

### Vallások
A város többsége hindu (60%) és muzulmán (25%). Ezen kívül zsidók, keresztények és buddhisták is élnek itt.

## Kultúra

### Múzeumok
- Prince of Wales Museum: 1905-ben alapították a walesi herceg tiszteletére.
- Mahátma Gandhi Múzeum: Gandhi életét mutatja be. Tartozik hozzá egy könyvtár is.

### Látnivalók
- Gateway of India: George Wittet tervezte, 1924-ben épült.
- A Tadzs Mahal Palota szálló.
- Elefánt-sziget
- Dharavi - Ázsia legnagyobb slumja (gettó), mintegy 2 millió ember él itt.

## Sport
Mumbaiban van a székhelye a Mumbai Indians nevű krikettklubnak, amely az IPL bajnokság szereplője.

## Média

### Újságok
A városban több angol napilap is megjelenik: The Times of India, Midday, Afternoon, Asian Age, Economic Times, Mumbai Mirror, Daily News And Analysis, Hindustan Times, és az Indian Express.
Marathi nyelven: Loksatta, Maharashtra Times, Nava Kaal, Saamana Hindi Dainik Bhaskar, Dainik Jagran.
Ezen kívül még gudzsarati, maláj, bengáli, urdu, telugu és tamil nyelven is jelennek meg újságok.

### Rádiók
Fontosabb rádióadók: Radio Mirchi, Vividh Bharati. Ezeket a rádiókat 1,2 millió ember hallgatja.[forrás?]

### Televíziók
1972-ben alakul meg a város első televíziója, a Doordarshan. Mára a helyzet megváltozott. Sok, műholdról sugárzott televíziós adást láthatnak a nézők.

## Testvértelepülések
- London, Nagy-Britannia
- Los Angeles, USA
- Karacsi, Pakisztán
- Szentpétervár Oroszország
- Stuttgart Németország
- Jokohama, Japán
- İzmir, Törökország

## A város szülöttei
- Radzsiv Gandhi (1944–1991), India volt miniszterelnöke.
- Ganes Venkatraman (1980–) tamil színész, az indiai és tamil filmművészet egyik kiemelkedő alakja

## Galéria

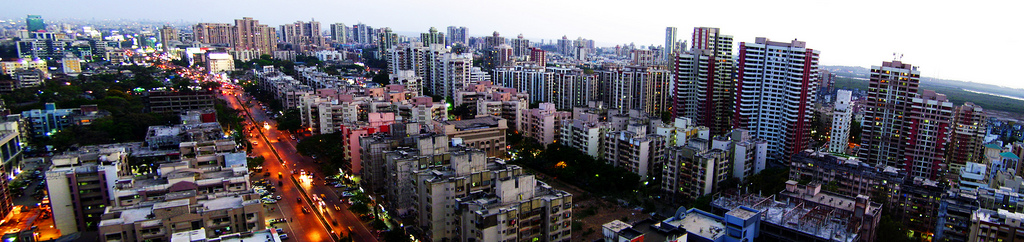
Mumbai egy része

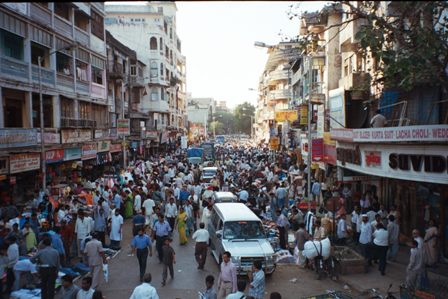
Jellemző utcakép
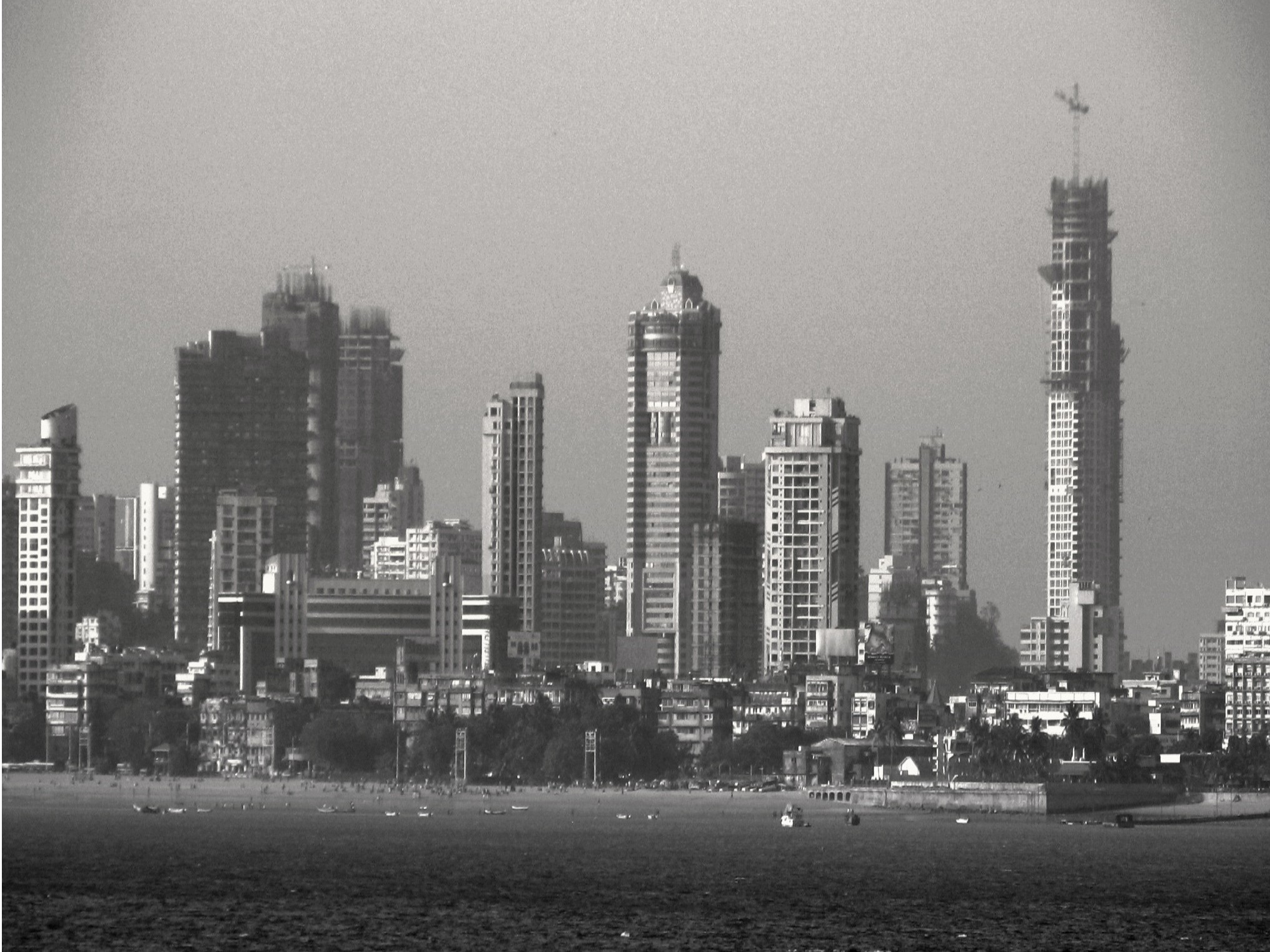
Toronyházak
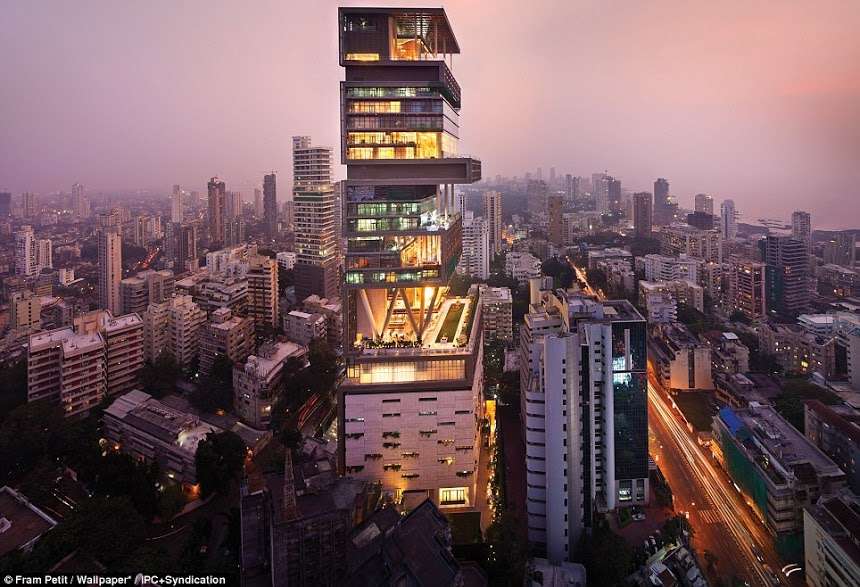
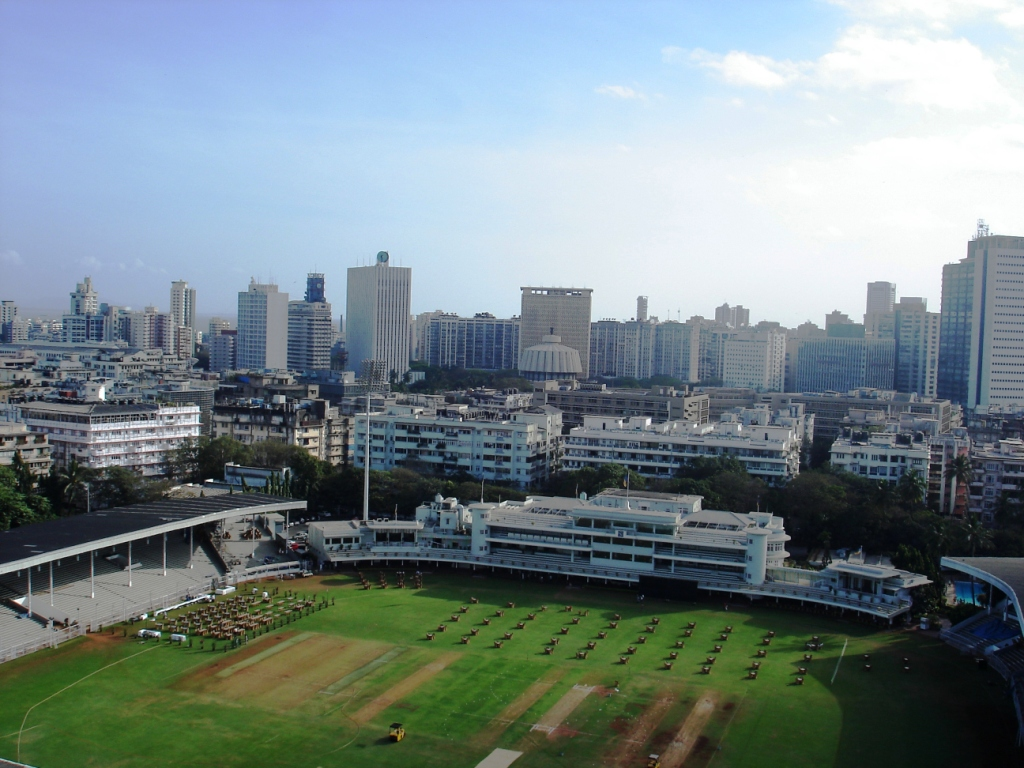
Városkép egy krikettstadionnal
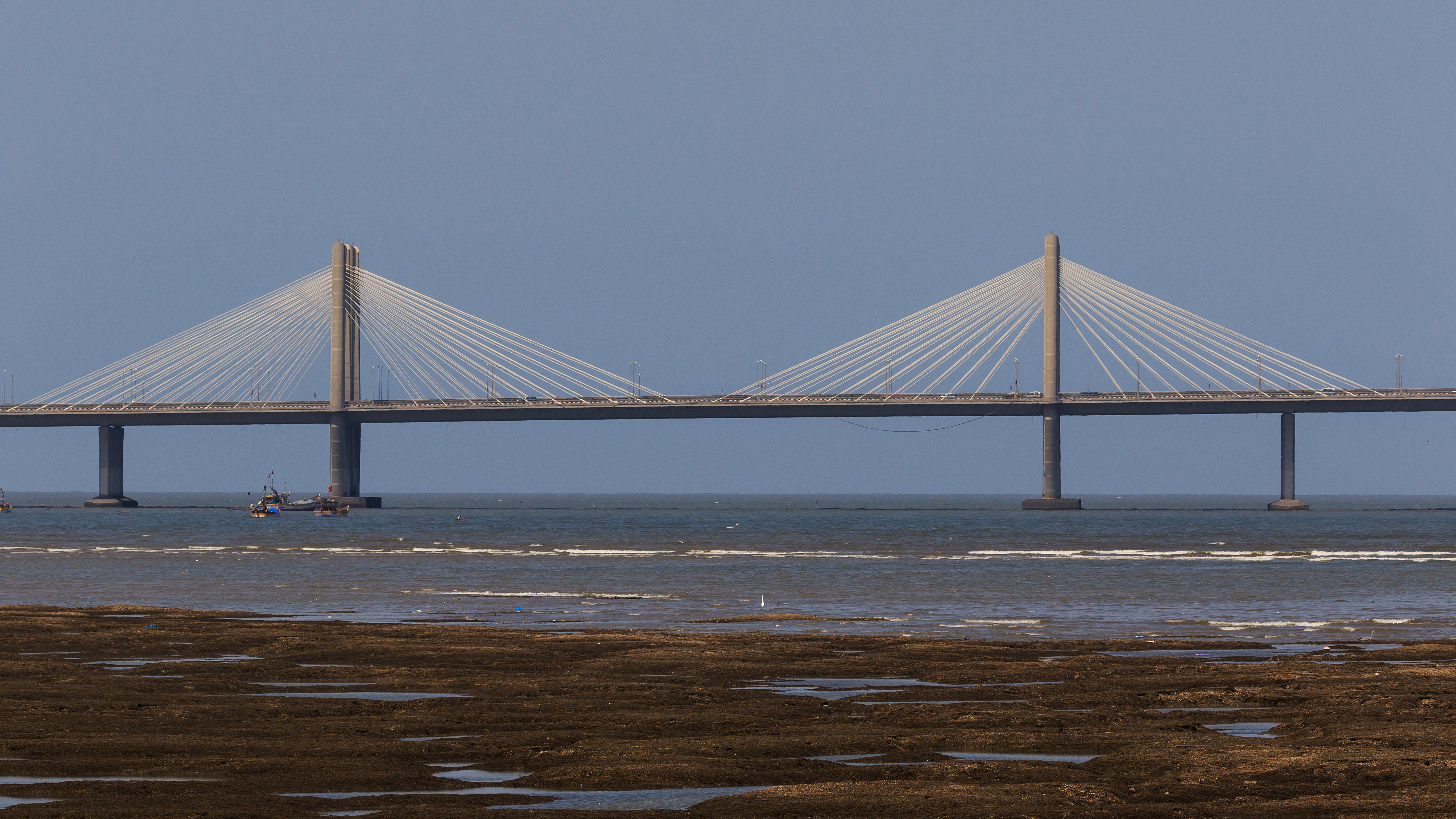
Városkép a Bandra-Worli híddal
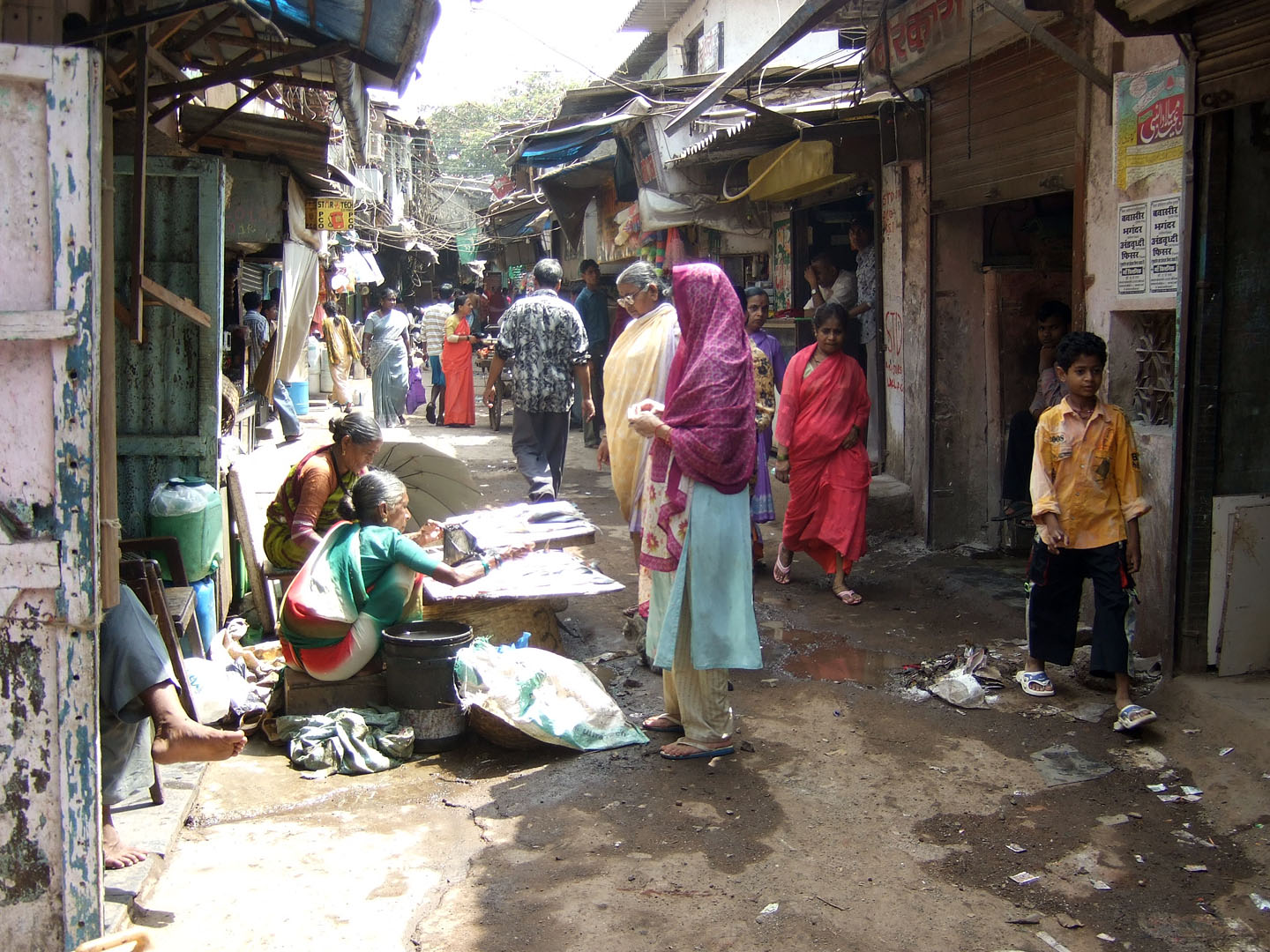
Életkép egy szegénynegyedben
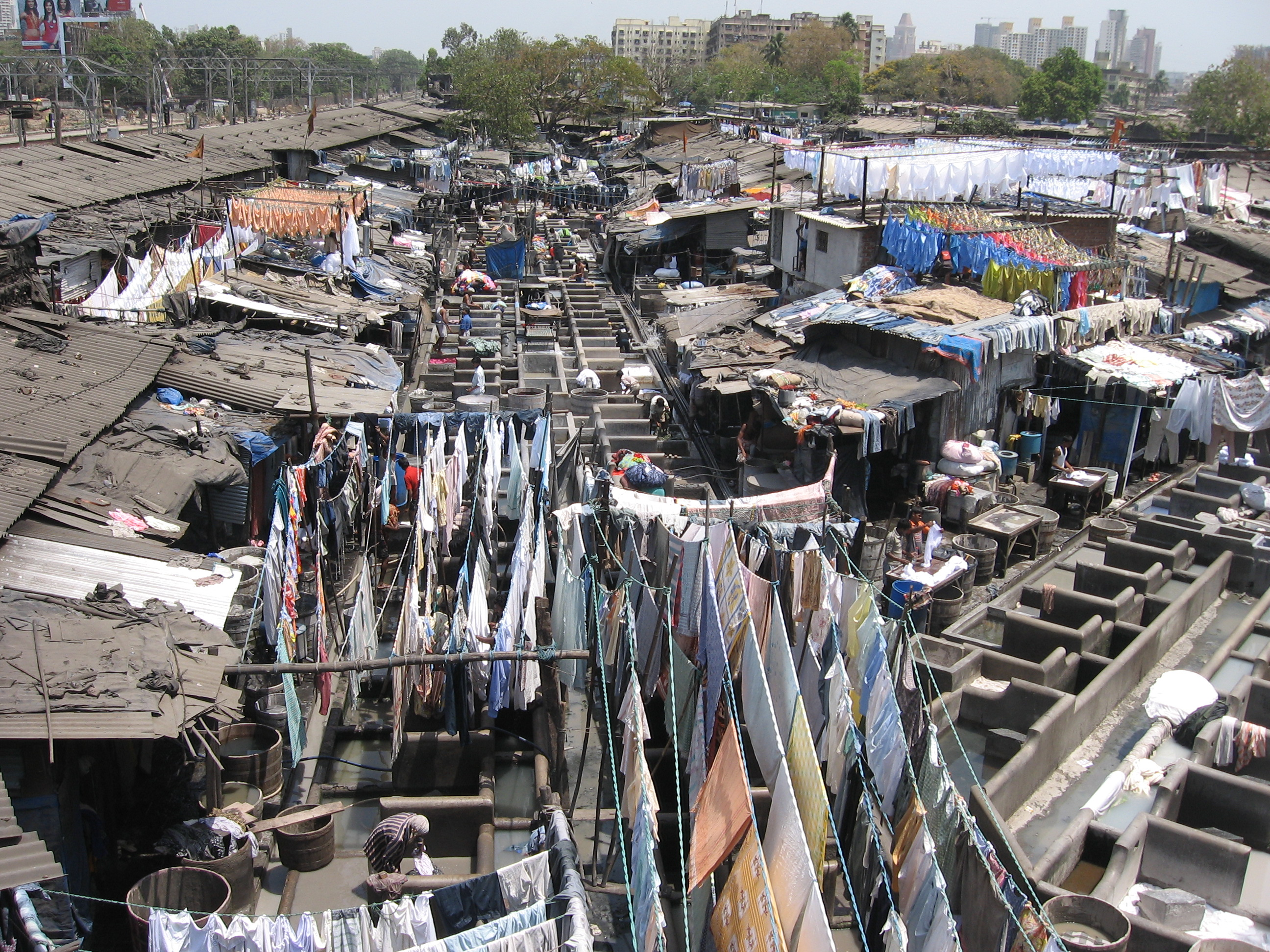
Mosoda